# Record de durée de vol

Le Rutan Voyager bouclant son tour du monde sans escale le 23 novembre 1986.

Le record de durée de vol représente, pour un aéronef d'une catégorie donnée, le temps maximum atteint par un vol sans escale. L'équipage peut comporter un ou plusieurs pilotes qui se remplacent mais ne peuvent quitter l'appareil. Initialement, les records dépendaient essentiellement de la quantité de carburant que l'appareil pouvait emporter, mais avec l'apparition du ravitaillement en vol, cette limite a été franchie. Pour des raisons de sécurité, la Fédération aéronautique internationale (FAI) n'enregistre plus les records de durée pour les catégories avion et planeur ; elle ne l'a jamais fait pour les hélicoptères.

## Avion

### Sans ravitaillement, avec pilote
| Durée              | Date                        | Localisation                                                                           | Pilotes                                          | Avions                                                                              | Commentaires                                                                                              | Références |
| ------------------ | --------------------------- | -------------------------------------------------------------------------------------- | ------------------------------------------------ | ----------------------------------------------------------------------------------- | --- | ---------- |
| 216 h 03 min 44 s  | 13 au 23 décembre 1986      | Edwards Air Force Base, circumnavigation                                               | Dick Rutan et Jeana Yeager                       | Rutan Voyager                                                                       | Premier vol autour du monde sans escale et sans ravitaillement                                            | [ 1 ]      |
| 117 h 51 min 00 s  | 28 juin au 3 juillet 2015   | De Nagoya à Kalaeloa (Hawaï)                                                           | André Borschberg                                 | Solar Impulse 2                                                                     | Record de durée de vol en solitaire, avion solaire                                                        | [ 2 ]      |
| 84 h 32 min 00 s   | 25 au 28 mai 1931           | Jacksonville, Floride                                                                  | Walter Edwin Lees et Frederic Brossy             | Bellanca J-2                                                                        | Dernier record enregistré par la FAI                                                                      | [ 3 ]      |
| 75 h 23 min 07 s   | 26 février au 1er mars 1931 | La Sénia, Algerie                                                                      | Lucien Bossoutrot et Maurice Rossi               | Blériot Bl-110 Joseph le Brix                                                       | Utilise un moteur Hispano-Suiza de 600 chevaux                                                            | [ 4 ]      |
| 67 h 13 min 55 s   | 30 mai au 2 juin 1930       | Montecelio, Italie                                                                     | Umberto Maddalena et Fausto Cecconi              | Savoia-Marchetti S.64                                                               | | [ 5 ]      |
| 65 h 25 min 00 s   | 5 au 7 juillet 1928         | Dessau-Roßlau, Allemagne                                                               | Johann Risztics et Wilhelm Zimmermann            | Junkers W 33                                                                        | Durée dépassant aussi le record avec ravitaillement                                                       | [ 6 ]      |
| 52 h 22 min 31 s 8 | 3 au 5 août 1927            | Dessau-Roßlau, Allemagne                                                               | Cornelius Edzard et Johann Risztics              | Junkers W 33                                                                        | | [ 7 ]      |
| 51 h 11 min 25 s   | 12 au 14 avril 1927         | Long Island, État de New York                                                          | Clarence Chamberlin et Bertrand Blanchard Acosta | Wright-Bellanca WB-2 Miss Columbia                                                  | | [ 8 ]      |
| 45 h 11 min 59 s   | 7 au 9 août 1925            | Chartres, France                                                                       | Maurice Drouhin et Landry Jules                  | Farman F.60                                                                         | | [ 9 ]      |
| 37 h 59 min 10 s   | 16 au 17 juillet 1924       | Chartres, France                                                                       | Lucien Coupet et Maurice Drouhin                 | Farman F.60 à moteur Farman de 12 cylindres en W et hélice Chauvière à quatre pales | Durée dépassant aussi le record avec ravitaillement, tentative de record interrompue par le mauvais temps | ,          |
| 36 h 04 min 34 s   | 16 au 17 avril 1923         | Wilbur Wright Field, Dayton, Ohio                                                      | Oakley G. Kelly et John A. Macready              | Fokker T-2                                                                          | | [ 12 ]     |
| 34 h 14 min 07 s   | 14 au 15 octobre 1922       | Le Bourget, France                                                                     | Lucien Bossoutrot et Robert Drouhin              | Farman F.60                                                                         | | [ 13 ]     |
| 26 h 19 min 35 s   | 29 au 30 décembre 1921      | Roosevelt Field, New York; ou selon l'enregistrement de la FAI : Jacksonville, Florida | Edward A. Stinson et Lloyd Bertaud               | Junkers-Larsen 6                                                                    | Premier record enregistré par la FAI                                                                      | [ 15 ]     |
| 24 h 19 min 07 s   | 3 au 4 juin 1920            | Ville Sauvage la Dordogne, France                                                      | Lucien Bossoutrot et Jean Bernard                | Farman F.60 Goliath                                                                 | Equipé de deux moteurs Salmson                                                                            | [ 16 ]     |
| 24 h 12 min 00 s   | 10 au 11 juillet 1914       | Aérodrome de Johannisthal, près de Berlin, Allemagne                                   | Reinhold Böhm                                    | Biplan Albatros                                                                     | | ,          |
| 21 h 49 min 00 s   | 28 au 29 juin 1914          | Aérodrome de Johannisthal, près de Berlin, Allemagne                                   | Werner Landmann                                  | Biplan Albatros                                                                     | | [ 19 ]     |
| 16 h 28 min 56 s   | 26 avril 1914               | Étampes-Artenay                                                                        | Étienne Poulet                                   | Avion Caudron                                                                       | | ,          |
| 13 h 22 min 00 s   | 11 septembre 1912           | Terrain d'aviation d'Étampes dans l'Essonne                                            | Alexandre Fourny                                 | Maurice Farman MF-2                                                                 | Utilise un Moteur V8 Renault 70 ch                                                                        | ,          |
| 11 h 01 min 29 s   | 1er septembre 1911          | Buc (Yvelines), France                                                                 | Alexandre Fourny                                 | Avions Farman                                                                       | | ,          |
| 08 h 12 min 45 s   | 18 décembre 1910            | Terrain d'aviation d'Étampes, France                                                   | Henri Farman                                     | Avions Farman                                                                       | | [ 27 ]     |
| 07 h 18 min 00 s   | 1910                        | Reims, France                                                                          | Jan Olieslagers                                  | Monoplan Blériot Aéronautique                                                       | Record de distance 625 km                                                                                 | [ 28 ]     |
| 06 h 01 min 00 s   | 28 octobre 1910             | Buc (Yvelines), France                                                                 | Maurice Tabuteau                                 | Farman MF-2                                                                         | | [ 29 ]     |
| 05 h 03 min 05 s   | 10 juillet 1910             | Reims, France                                                                          | Jan Olieslagers                                  | Monoplan Blériot Aéronautique                                                       | Record de distance 392 km                                                                                 | ,          |
| 04 h 17 min 35 s   | 3 novembre 1909             | Mourmelon-le-Grand, France                                                             | Henri Farman                                     | Farman III                                                                          | Record de distance : 232 km                                                                               | [ 31 ]     |
| 02 h 18 min 33 s 6 | 31 décembre 1908            | Camp d’Auvours près de Le Mans, France                                                 | Wilbur Wright                                    | Wright Model A                                                                      | | [ 32 ]     |
| 01 h 54 min 00 s 4 | 18 décembre 1908            | Camp d’Auvours près de Le Mans, France                                                 | Wilbur Wright                                    | Wright Model A                                                                      | | [ 32 ]     |
| 01 h 31 min 25 s 8 | 21 septembre 1908           | Camp d’Auvours près de Le Mans, France                                                 | Wilbur Wright                                    | Wright Model A                                                                      | | [ 32 ]     |
| 01 h 14 min 20 s   | 12 septembre 1908           | Fort Myer (Virginie)                                                                   | Orville Wright                                   | Wright Model A                                                                      | | [ 33 ]     |
| 01 h 10 min 24 s   | 11 septembre 1908           | Fort Myer (Virginie)                                                                   | Orville Wright                                   | Wright Model A                                                                      | | [ 33 ]     |
| 01 h 05 min 52 s   | 10 septembre 1908           | Fort Myer (Virginie)                                                                   | Orville Wright                                   | Wright Model A                                                                      | | [ 33 ]     |
| 01 h 02 min 15 s   | 9 septembre 1908            | Fort Myer (Virginie)                                                                   | Orville Wright                                   | Wright Model A                                                                      | | [ 33 ]     |
| 00 h 59 min 23 s 8 | 5 octobre 1905              | Huffman Prairie (Ohio)                                                                 | Wilbur Wright                                    | Wright Flyer III                                                                    | | [ 34 ]     |
| 00 h 33 min 17 s   | 4 octobre 1905              | Huffman Prairie (Ohio)                                                                 | Orville Wright                                   | Wright Flyer III                                                                    | | [ 34 ]     |
| 00 h 26 min 11 s 2 | 3 octobre 1905              | Huffman Prairie (Ohio)                                                                 | Orville Wright                                   | Wright Flyer III                                                                    | | [ 34 ]     |
| 00 h 19 min 56 s   | 29 septembre 1905           | Huffman Prairie (Ohio)                                                                 | Orville Wright                                   | Wright Flyer III                                                                    | | [ 34 ]     |
| 00 h 18 min 11 s 4 | 26 septembre 1905           | Huffman Prairie, Ohio                                                                  | Wilbur Wright                                    | Wright Flyer III                                                                    | | [ 34 ]     |
| 00 h 05 min 41 s   | 12 septembre 1905           | Huffman Prairie (Ohio)                                                                 | Wilbur Wright                                    | Wright Flyer III                                                                    | | [ 34 ]     |
| 00 h 05 min 04 s   | 9 novembre 1904             | Huffman Prairie (Ohio)                                                                 | Wilbur Wright                                    | Wright Flyer II                                                                     | | [ 35 ]     |
| 00 h 01 min 38 s   | 14 octobre 1904             | Huffman Prairie, Ohio                                                                  | Orville Wright                                   | Wright Flyer II                                                                     | | [ 35 ]     |
| 00 h 01 min 35 s 8 | 20 septembre 1904           | Huffman Prairie, Ohio                                                                  | Wilbur Wright                                    | Wright Flyer II                                                                     | | [ 35 ]     |
| 00 h 00 min 59 s   | 17 décembre 1903            | Kitty Hawk (Caroline du Nord)                                                          | Wilbur Wright                                    | Wright Flyer                                                                        | | [ 36 ]     |
| 00 h 00 min 12 s   | 17 décembre 1903            | Kitty Hawk (Caroline du Nord)                                                          | Wilbur Wright                                    | Wright Flyer                                                                        | Premier vol                                                                                               | [ 36 ]     |

### Avec ravitaillement, avec pilote
|  |  |

| Durée                     | Date                              | Localisation                          | Pilotes | Avion                                           | Commentaires                                                                  | Référence |
| ------------------------- | --------------------------------- | ------------------------------------- | --- | ----------------------------------------------- | ----------------------------------------------------------------------------- | --------- |
| 64 jours 22 h 19 min 05 s | 4 décembre 1958 au 7 février 1959 | Aéroport McCarran, Las Vegas (Nevada) | Robert Timm et John Cook                                                                                   | Cessna 172, Hacienda                            | Ravitaillement par transfert à partir d'un camion en mouvement                | [ 37 ]    |
| 46 jours 20 h             | 24 août au 10 octobre 1949        | Yuma (Arizona)                        | Bob Woodhouse et Woody Jongeward                                                                           | Aeronca Sedan, City of Yuma                     | Ont essayé de persuader les autorités de rouvrir le Yuma Army Air Field       | [ 38 ]    |
| 32 jours                  | 15 mars au 26 avril 1949          | Fullerton (Californie)                | Dick Riedel et Bill Barris                                                                                 | Aeronca Sedan, Sunkist Lady'                    |                                                                               | [ 39 ]    |
| 30 jours 6 h              | 1er au 30 octobre 1939            | Long Beach (Californie)               | Wes Carroll et Clyde Schlieper                                                                             | Hydravion ?                                     |                                                                               | [ 40 ]    |
| 27 jours 05 h 34 min      | 4 juin au 1er juillet 1935        | Meridian (Mississippi)                | Fred et Al Key (en)                                                                                        | Curtiss Robin, Ole Miss                         | Ont inventé un entonnoir de ravitaillement sans perte                         | [ 41 ]    |
| 23 jours 01 h 41min 30 s  | 11 juin au 4 juillet 1930         | Chicago (Illinois)                    | Brothers John et Kenneth Hunter                                                                            | Stinson SM-1 Detroiter                          |                                                                               | [ 42 ]    |
| 17 jours 12 h 17 min 00 s | 13 au 30 juillet 1929             | Saint-Louis (Missouri)                | Dale Jackson et Forest O'Brine                                                                             | Curtiss Robin                                   |                                                                               | [ 43 ]    |
| 10 jours 06 h 43 min 32 s | 2 au 12 juillet 1929              | Culver City (Californie)              | Loren W. Mendell et Roland B. Reinhart                                                                     | Buhl Airsedan, Angeleno                         |                                                                               | ,         |
| 07 jours 06 h 0 min 0 s   | 30 juin au 4 juillet 1929         | Cleveland, Ohio                       | Roy Mitchell et Byron K. Newcomb                                                                           | Monoplan monomoteur nommé The City of Cleveland | Non reconnu par la FAI puisque le record n'a pas été amélioré de plus de 1 %. | [ 46 ]    |
| 07jours 04 h 31 min 01 s  | 19 au 26 mai 1929                 | Fort Worth (Texas)                    | Reginald Robbins et James Kelly                                                                            | Mahoney - Ryan Brougham nommé Fort Worth        |                                                                               | [ 47 ]    |
| 06 jours 15 h 40 min 00 s | 1er au 7 janvier 1929             | Van Nuys Airport (Californie)         | Maj. Carl Spaatz, Capt. Ira Eaker, 1st Lt. Harry A. Halverson, 2nd Lt. Elwood Quesada, et Sgt. Roy W. Hooe | Atlantic-Fokker C2A nommé Question Mark (en)    |                                                                               | [ 48 ]    |
| 02 jours 12 h 07 min 00 s | 1er au 4 juin 1928                | Tirlemont, Belgique                   | Louis Crooy et Sgt. Victor Groenen                                                                         | Airco DH.9                                      |                                                                               | [ 49 ]    |
| 01 jour 13 h 15 min 14 s  | 27 au 28 août 1923                | Rockwell Field, Californie            | Capt. Lowell Smith et 1st Lt. John Paul Richter                                                            | Airco DH.4B                                     | Premier vol avec ravitaillement plus long que le record sans ravitaillement   | [ 50 ]    |

### Vol commercial régulier
ceci n'est pas une catégorie reconnue par la FAI
| Durée            | Date                  | Localisation            | Pilotes   | Avion                              | Commentaires         | Références |
| ---------------- | --------------------- | ----------------------- | --------- | ---------------------------------- | -------------------- | ---------- |
| 23 h 19 min 00 s | 1er au 2 octobre 1957 | Londres à San Francisco | Pilotes ? | TWA Lockheed Constellation L-1649A | Voir vol sans escale |            |

### Drone
| Durée             | Date                 | Localisation                       | Pilote   | Aéronefs                           | Commentaire                                              | Référence |
| ----------------- | -------------------- | ---------------------------------- | -------- | ---------------------------------- | -------------------------------------------------------- | --------- |
| 336 h 22 min 00 s | 9 au 23 juillet 2010 | Yuma Proving Ground, Arizona       | Inhabité | Qinetiq Zephyr 7                   | Énergie solaire ; en attente d'enregistrement par la FAI | [ 51 ]    |
| 30 h 24 min 01 s  | 20 au 21 mars 2001   | Edwards Air Force Base, Californie | Inhabité | Northrop Grumman RQ-4A Global Hawk |                                                          | [ 52 ]    |

## Hélicoptère

### Avec pilote, sans ravitaillement
Catégorie non reconnue par la FAI
| Durée            | Date         | Localisation                                      | Pilote          | Aéronefs      | Commentaires                                                                           | Références |
| ---------------- | ------------ | ------------------------------------------------- | --------------- | ------------- | -------------------------------------------------------------------------------------- | ---------- |
| 15 h 08 min 00 s | 6 avril 1966 | Culver City (Californie) à Ormond Beach (Floride) | Robert G. Ferry | Hughes YOH-6A | Ce vol détient aussi le record de la plus grande distance parcourue par un hélicoptère | [ 53 ]     |

### Sans pilote
| Durée            | Date        | Localisation                 | Pilote      | Aéronefs                | Commentaires | Référence |
| ---------------- | ----------- | ---------------------------- | ----------- | ----------------------- | ------------ | --------- |
| 18 h 41 min 28 s | 15 mai 2008 | Yuma Proving Ground, Arizona | sans pilote | Boeing A160 Hummingbird |              | [ 54 ]    |

## Ballon libre, avec pilote
| Durée             | Date                | Localisation                        | Pilote                          | Aéronefs            | Commentaire | Référence |
| ----------------- | ------------------- | ----------------------------------- | ------------------------------- | ------------------- | ----------- | --------- |
| 477 h 47 min 00 s | 1er au 21 mars 1999 | Château-d'Œx, Suisse; tour du monde | Bertrand Piccard et Brian Jones | Breitling Orbiter 3 |             | [ 55 ]    |

## Dirigeable
| Durée            | Date                            | Localisation                               | Pilote       | Aéronefs             | Commentaires | Référence |
| ---------------- | ------------------------------- | ------------------------------------------ | ------------ | -------------------- | ------------ | --------- |
| 71 h 00 min 00 s | 29 octobre au 1er novembre 1928 | Lakehurst, NJ à Friedrichshafen, Allemagne | Hugo Eckener | LZ 127 Graf Zeppelin |              | [ 56 ]    |

## Planeur
| Durée            | Date              | Localisation                                                | Pilote                           | Avion           | Commentaires                | Références |
| ---------------- | ----------------- | ----------------------------------------------------------- | -------------------------------- | --------------- | --------------------------- | ---------- |
| 57 h 10 min 00 s | 6 au 8 avril 1954 | Romanin les Alpilles près de Saint-Rémy-de-Provence, France | Bertrand Dauvin et Henri Couston | Kranich-III     | Record en planeur biplace   | [ 57 ]     |
| 56 h 15 min 00 s | 2 au 4 avril 1952 | Romanin les Alpilles près de Saint-Rémy-de-Provence, France | Charles Atger                    | Arsenal Air 100 | Record en planeur monoplace | [ 58 ]     |